# بيرسيفال هالس روجرز
بيرسيفال هالس روجرز (بالإنجليزية: Percival Halse Rogers)‏ هو قاضي أسترالي، ولد في 1 أغسطس 1883 في غونيداه في أستراليا، وتوفي في 7 أكتوبر 1945 في Darling Point ‏ في أستراليا.